# Typ 89 12,7-cm-Flugabwehrkanone
Die Typ 89 12,7-cm-Flugabwehrkanone (japanisch 四〇口径八九式十二糎七高角砲) war eine Flugabwehrkanone (Flak), die von der Kaiserlich Japanischen Marine im Zweiten Weltkrieg eingesetzt wurde. Die Bezeichnung Typ 89 deutet dabei auf das Jahr der Erstentwicklung, das Jahr Kōki 2589 bzw. 1929 nach gregorianischem Kalender hin.

## Geschichte
Die Typ 89 wurde 1929 als Ersatz für die 8-cm-L/40-Typ-3-Flugabwehrkanone entwickelt, die auf Schlachtschiffen und Kreuzern der Kaiserlichen Marine zur Flugabwehr für große Entfernungen eingesetzt war. Die 8-cm-L/40 wurde per Hand geladen und hatte eine entsprechend niedrige Kadenz. Die neue Waffe sollte über eine automatische Laderamme verfügen, welche die Geschosse aus einer Ladeschwinge in das Geschütz drückte.
Ähnlich verhielt es sich mit den 12-cm-L/45 Jahr 10 in Einzellafetten, die zunächst die Flugabwehrbewaffnung für die Schweren Kreuzer der Kaiserlich Japanischen Marine gebildet hatten und auch auf großen Schiffen, wie der Akagi eingebaut waren, aber ebenfalls ersetzt werden mussten.
Das 12,7-cm-L/50-Geschütz von 1927, das als Hauptbewaffnung auf Zerstörern der Fubuki- und Yūgumo-Klasse verwendet worden war, hatte mit der Neuentwicklung der Flugabwehrkanone, abgesehen vom Kaliber, nichts zu tun, denn das Zerstörergeschütz war wegen seiner zu niedrigen Kadenz von nur fünf Schuss pro Minute kein Erfolg. Treibladung und Geschoss mussten hier separat geladen werden.

## Technik
Das Typ-89-Geschütz wog mit Verschluss 3,15 Tonnen und war 5,28 Meter lang. Das Geschützrohr war aus einem Block gefertigt, in den man nachträglich den Lauf gebohrt hatte. In die Innenseite des Laufes waren 36 rechtsdrehende Züge mit einer vollen Umdrehung auf 28 Kaliberlängen (3,56 Meter) eingefräst. Das Geschütz war mit einem Blockverschluss ausgerüstet und konnte verschiedene Arten von Granaten mit einem Gewicht zwischen 20 und 24 kg mit einer Mündungsgeschwindigkeit von bis zu 720 Metern pro Sekunde verschießen.

### Lafette

#### Aufbau und Funktionsweise

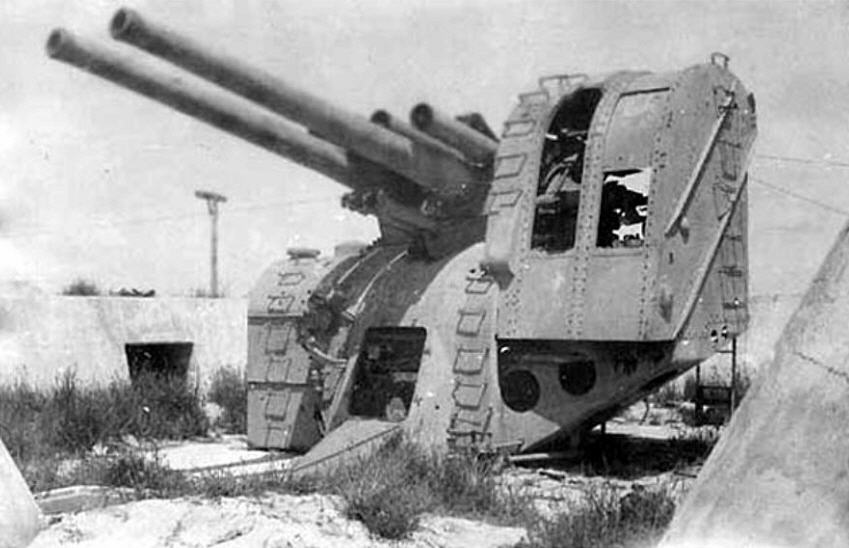
Type-89 als Landinstallation.

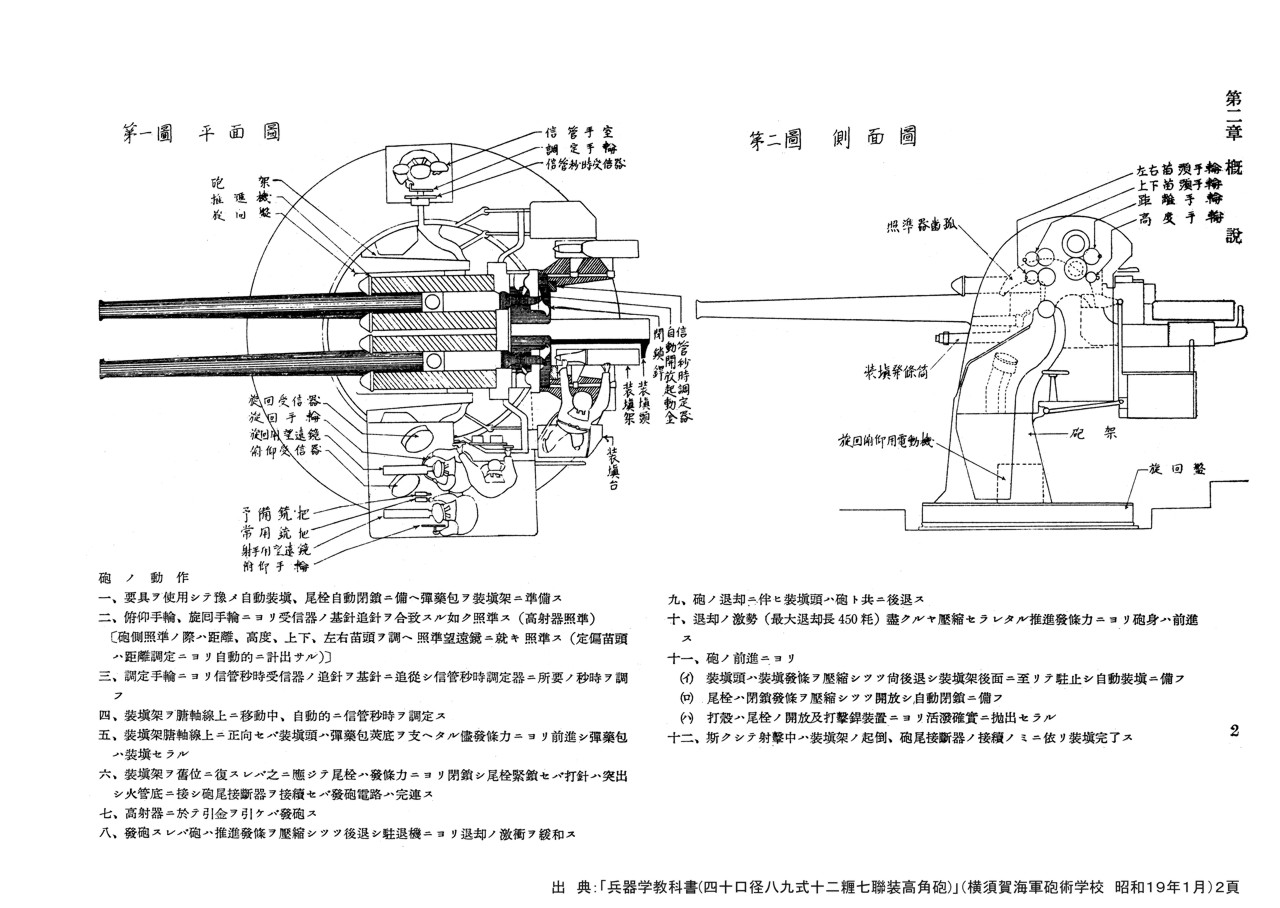
Zeichnung der Draufsicht und der Seitenansicht einer Typ-89-Zwillingslafette aus einem japanischen Ausbildungshandbuch von 1944, in der die Positionen der Geschützmannschaft dargestellt sind.

Ein Diagramm, das die Aufgaben eines Feuerleitsystems vom Typ 94 beschreibt: Während die Entfernungsmesser die Strecke R, die Höhe H, den Kurs VT, die Geschwindigkeit und den Winkel Alpha ermittelten, musste der Feuerleitcomputer aus diesen Daten die Winkel Alpha 1, den Winkel Delta und die Höhe H1 und die Strecke R1 berechnen und die entsprechenden Feuerbefehle erteilen.

Die Zwillingslafette des Typ 89 trug zwei achsparallel montierte 12,7-cm-Geschütze. Die Lafette wurde elektrohydraulisch betrieben, sie benötigte also Strom aus einem Generator, um bewegt zu werden. Die Motoren der Lafette konnten, abhängig vom verwendeten Modell, den Richtwinkel der Rohre mit einer Geschwindigkeit von bis zu 16° pro Sekunde erhöhen oder absenken und die Lafette mit derselben Geschwindigkeit nach links oder rechts schwenken. Höhenrichtwinkel zwischen −8° und +90° konnten so erreicht werden.
Die Granaten wurden aus dem Schiffsinneren mit Förderbändern in die Nähe jeder Lafette transportiert. Dieses Liefersystem erreichte, je nach Schiff, eine Leistung von zehn Granaten pro Minute, war also vergleichsweise langsam. Per Hand wurden die Granaten anschließend zum Geschütz getragen und dann in eine Ladeschwinge gelegt. Die Plattform, von der aus die Granaten in die Schwinge gelegt wurden, hob- und senkte sich dem Richtwinkel der Waffe entsprechend, so dass der Ladevorgang auch bei einem Richtwinkel von +80° noch einfach durchzuführen war.
Entsprechend dem Richtwinkel der Waffe bewegten sich auch die Abweiser für die ausgeworfenen Geschosshülsen. Während bei einer fast horizontalen Ausrichtung nach unten abgelenkt wurde, änderte sich die Stellung der Abweiser bei hohen Richtwinkeln, so dass die Hülsen nicht gegen den Mechanismus der Lafette geschleudert wurden.
Auf der rechten Seite der Lafette befand sich die Station zum Einstellen der Zeitzünder. Der zuständige Soldat änderte die Einstellung am Zünder der Granaten, die als Nächstes geladen werden sollten, während sie unmittelbar hinter dem Verschluss der Waffe in der Ladeschwinge lagen. Der Soldat las die entsprechende Entfernung, in der die Granate explodieren sollte, von einer Anzeige ab, die ihre Daten vom Feuerleitsystem erhielt. Er änderte die Zeiteinstellung der Zünder dann mit einem Handrad, dessen Drehung über ein Gestänge an zwei Greifer über den Granaten übertragen wurde, die dann in die Ringe der beiden Zeitzünder an der Spitze der Granate griffen, und sie so einstellten, dass die Ladungen in den Granaten nach einer festgelegten Flugzeit zwischen 0 und 35 Sekunden explodierten.

#### Mannschaft
Die Zwillingslafette des Typ 89 wurde von elf Soldaten bedient:
- ein Schütze für die Höhenrichtung der Waffe
- ein Schütze für die Seitenrichtung der Lafette
- ein Schütze für das Einstellen der Zünder
- zwei Ladeschützen (einer pro Geschütz)
- sechs Munitionsträger (drei pro Geschütz)

### Visierung und Feuerleitung

#### Funktion des Visiers
Jede Lafette hatte an der linken Seite ein Fernrohr zum Anvisieren von Zielen eingebaut. Während bei den Geschützen, die als reine Flugabwehrwaffen vorgesehen waren, normalerweise nicht direkt gezielt wurde, sondern die beiden Soldaten, die für die Ausrichtung der Waffe verantwortlich waren, einfach den angezeigten Vorgaben des Feuerleitgerätes folgten, konnten sie über die Optik ein Ziel auch direkt anrichten.

#### Feuerleitung
Anfänglich wurden Gruppen von Typ-89-Geschützen mit dem Typ-91-Feuerleitsystem koordiniert, das 1929 entwickelt worden war.
Die 12,7-cm-Typ-89-Flugabwehrkanonen wurden im Pazifikkrieg auf großen Kriegsschiffen meist mit dem Typ-94-Feuerleitgerät 高射装置 Kosha Sochi von 1934 gesteuert. Das Feuerleitgerät konnte benutzt werden, um mit den Flugabwehrkanonen Sperrfeuer in bestimmten Höhen und Entfernungen zu legen, oder um einzelne Ziele im Geradeausflug gezielt zu bekämpfen. Flugzeuge, die dagegen Höhe und Kurs änderten, konnten nicht gezielt bekämpft werden.
Bei der Bekämpfung von einzelnen Zielen, die mit gleichem Kurs und gleich bleibender Geschwindigkeit flogen, wurde durch ein Beobachtungsperiskop das Ziel anvisiert und so der Winkel zwischen Schiff, Horizont und Ziel bestimmt. Mit einem optischen Entfernungsmesser mit einer Basislänge von 4,5 Metern wurde die Entfernung zum Ziel gemessen. Eine Einbindung von Radardaten zur Entfernungsmessung war nicht vorgesehen.
Der Winkel und die Entfernung wurden mit den Daten über die geschätzte Geschwindigkeit des Ziels und der Eigengeschwindigkeit des Schiffes in ein mechanisches Rechengerät eingegeben, das dann laufend die Werte für die Ausrichtung der Flugabwehrkanonen und das Einstellen der Zeitzünder der Granaten berechnete und an die Geschützführer übertrug. Der Befehl zum Feuern wurde dabei den Rollbewegungen des eigenen Schiffes angepasst.
Das Feuerleitsystem benötigte zehn Soldaten für das Erheben der Beobachtungsdaten eines jeden Entfernungsmessers und weitere neun Männer bedienten das Rechengerät.
In Einzelfällen wurden Typ-89-Batterien jedoch auch an Land zur Verteidigung von Städten und wichtigen Anlagen eingesetzt. So waren zur Verteidigung von Kure gegen die Angriffe von Boeing-B-29-Bombern zum Ende des Krieges fünf Batterien zu je drei Typ-89-Zwillingslafetten auf den umliegenden Hügeln platziert worden. Sie wurden über das Feuerleitsystem Raiun (dt. etwa „Gewitterwolke“) gesteuert, das entwickelt worden war, um in kurzer Zeit die maximal mögliche Menge an Geschossen in ein bestimmtes dreidimensionales Zielgebiet zu lenken.
Andere Verwendungen als landgestützte Waffe werden beispielsweise bei der Verteidigung der Insel Pohnpei genannt, wo Typ-89-Geschütze in betonierten Ringstellungen zur Flugabwehr eingebaut waren.

### Munition

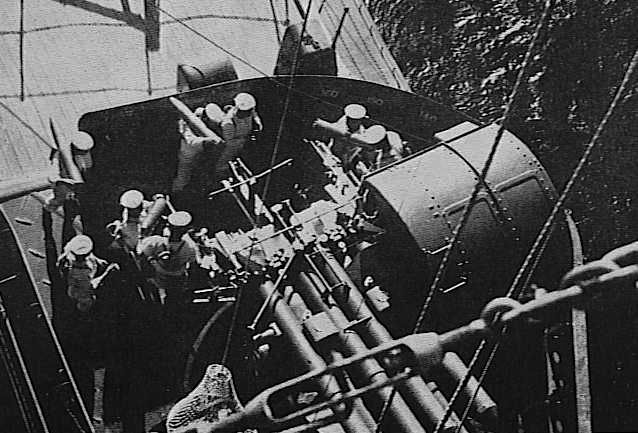
Sechs Munitionsträger warten mit 12,7-cm-Granaten an einer Typ-89-A1-Lafette auf dem Schlachtschiff Nagato. Die beiden Ladeschützen stehen mit dem Rücken zur Kamera auf ihren Ladepodesten. Markierungen für das horizontale Ausrichten der Lafette, den Azimut, sind an der Innenseite des Splitterschutzes aufgebracht.

Die Munition für die Typ-89-Flugabwehrkanone setzte sich aus einer Messinghülse mit einer 4 kg schweren Treibladung und dem Geschoss zusammen:
- Die Modell-3-Standard-Spreng-Splittergranate mit einem Typ-4-Modell-1-Zeitzünder war der Granatentyp, der bis zur Einführung der Spreng-Brand-Granate für die Flugabwehr benutzt wurde. Die maximale Höhe, welche die Granate erreichen konnte, lag bei 9.418 Metern. Der Radius, in dem die Splitter nach der Explosion der Granate noch genug Schaden anrichten konnten, um ein Flugzeug zu beschädigen oder zu zerstören, lag bei knapp 19 Metern.[6]

Weitere Geschosstypen wurden von der Marine entwickelt, um zusätzliche Einsatzarten der Geschütze zu ermöglichen:
- Modell-3-Spreng-Brand-Granate, mit einem Typ-4-Modell-1-Zeitzünder. Die Granate war 437 mm lang, wog 23 kg und enthielt 66 Stabbrandbomben, von denen jede eine Länge von 5 cm und einen Durchmesser von 2 cm hatte. Sie wurde im Jahr 1944 eingeführt und entsprach in ihrem Aufbau den Geschossen, die zeitgleich für die Hauptbewaffnung größerer Schiffe entwickelt worden waren. Die Wirksamkeit der Stabbrandbomben, die von den Granaten freigesetzt wurden, bei der Abwehr feindlicher Flugzeuge ist jedoch umstritten.
- U-Boot-Abwehr-Granate, mit 21 kg Gewicht, einer Mündungsgeschwindigkeit von 250 m/s und einer Reichweite von 4300 Metern. Die Granate war entwickelt worden, um noch in acht Metern Wassertiefe eine 2,5 cm dicke Stahlplatte zu durchschlagen. Acht Meter reichten theoretisch aus, um ein U-Boot, das sich auf Sehrohrtiefe bewegte, zu treffen. Dieser Granatentyp war wohl nicht für die Geschütze auf großen Schiffen bestimmt, sondern für Begleitschiffe vorgesehen, zu deren Aufgaben die Jagd auf U-Boote gehörte.[7][A 1]
- Leuchtgranate mit der Bezeichnung Typ B, mit einem Typ-4-Modell-1-Zeitzünder. Diese Granate enthielt einen Leuchtsatz, der nach Ablauf der am Zünder eingestellten Zeitdauer an einem kleinen Fallschirm freigesetzt wurde und dann langsam zu Boden schwebte. Die dabei erzeugte Helligkeit lag bei rund 667.000 cd.

### Modelle

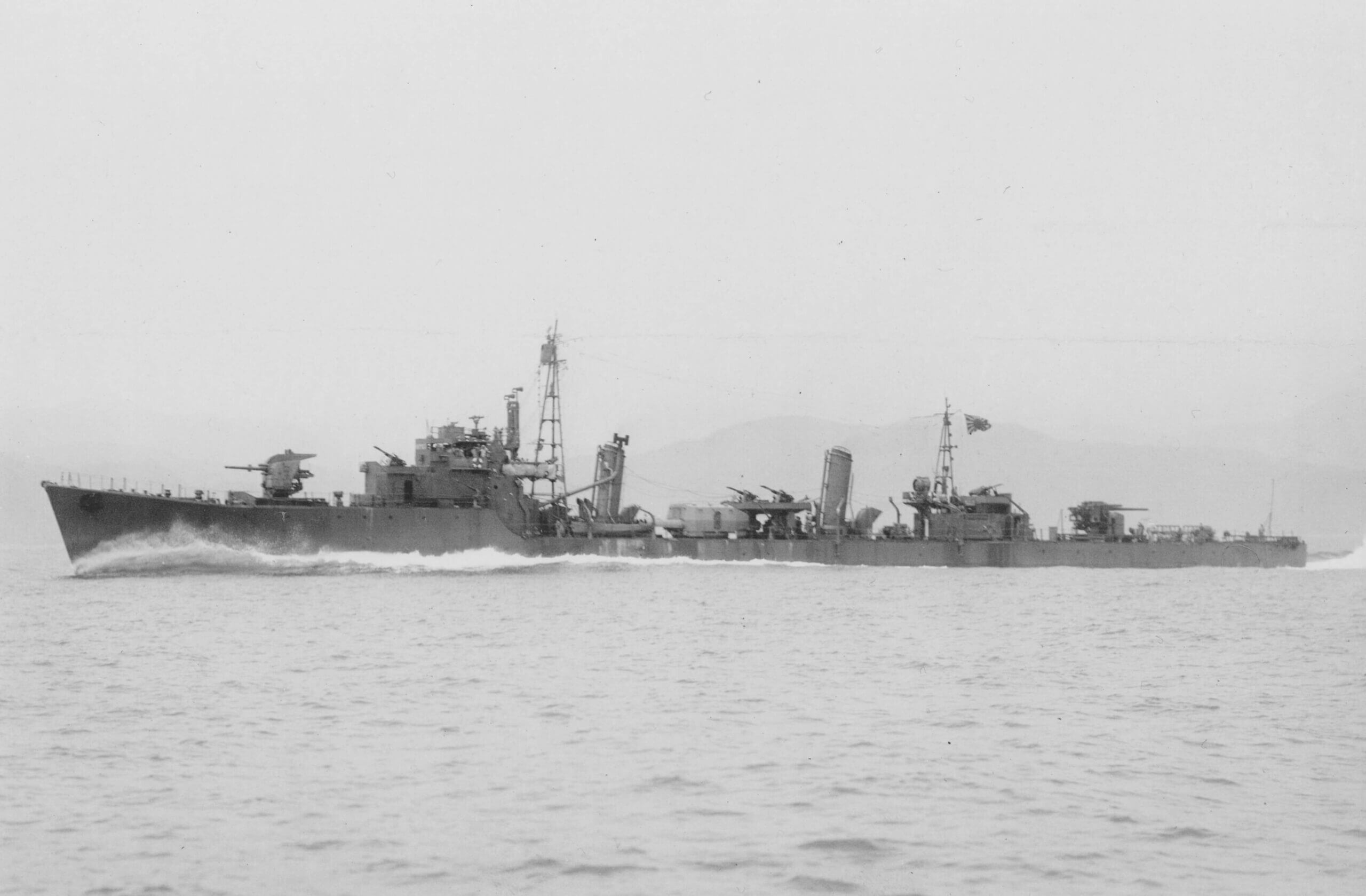
Der Zerstörer Momo, ein Schiff der Matsu-Klasse mit der 12,7-cm-B1-Modell-4-Einzellafette am Bug und der Doppellafette an Achtern.

Es gab insgesamt drei Varianten der Typ-89-Flugabwehrkanone. Während die überwiegende Zahl der Waffen in der Variante als Zwillingslafette produziert wurden, gab es zwei Varianten der Waffe als Einzellafette.
Die Typ-89-Kanone auf einer Zwillingslafette war das Standardmuster der Waffe. Es wurden dabei verschiedene Modelle von Zwillingslafetten hergestellt, die sich aber nur durch verschiedene Arten von Schutzanbauten für die Bedienmannschaft und durch verschiedene Motoren zum Richten der Lafette unterschieden. Ein wirklicher Panzerschutz, der die Mannschaft vor direktem Beschuss schützte, war dabei nicht vorgesehen – lediglich ein 2 mm starker Splitterschutz war bei einigen Lafetten installiert.
- Typ 89 A1 besaß nur einen Schutzschild für die Richtschützen auf der linken Seite der Lafette und einen kleinen Verschlag auf der rechten Seite für den Soldaten, der die Einstellung der Zeitzünder steuerte. Die Lafette wog 20,3 Tonnen und war die Standardversion, die auf dem überwiegenden Teil der Schiffe mit Typ-89-Geschützen verbaut wurde. Sie besaß Motoren, welche die Lafette mit 6° pro Sekunde horizontal bewegen und die Geschütze mit 12° pro Sekunde anheben oder absenken konnten.
- Typ 89 A1 Modell 1 besaß einen Splitterschutz, der durch einen Abweiser für Schornsteinabgase für die Mannschaft verlängert war und 24,5 Tonnen wog. Sie wurde auf Kreuzern der Mogami-, Myōkō und Tone-Klasse verwendet.
- Typ 89 A1 Modell 2 besaß ein geschlossenes Gehäuse zum Schutz der Mannschaft vor Schornsteinabgasen und war für den Einsatz auf Flugzeugträgern vorgesehen, die ihre Abgase nicht nach oben, sondern an den Seiten aus dem Schiff leiteten.
- Typ 89 A1 Modell 3 war durch einen Druckwellenschild vollständig umschlossen um die Mannschaft vor dem Druck zu schützen, der beim Abfeuern der 46-cm-Hauptbewaffnung auf Schlachtschiffen der Yamato-Klasse entstand. Die A1 Modell 3 war dementsprechend mit 29 Tonnen auch die schwerste Lafette und wurde exklusiv auf den Schlachtschiffen der Yamato-Klasse verwendet.
- Typ 89 B1 war eine Entwicklung für Zerstörer der Matsu-Klasse und stand dort auf dem Achterschiff.
- Typ 89 B2 war mit einem stärkeren Elektromotor ausgerüstet und konnte in einer Sekunde die Lafette um 16° schwenken und die Rohrerhöhung ebenso schnell ändern.

Die Version der Waffe auf einer Einzellafette wurde in geringem Umfang in zwei Varianten gebaut:
- Die Typ-88-Kanone wurde für den Einsatz auf U-Booten optimiert und bestand aus einer Einzellafette und einem Geschütz, deren Bauteile jeweils so konstruiert waren, dass Korrosion durch Salzwasser weitgehend verhindert wurde. Die Waffe war 1928 entwickelt worden und wog mit ihrer Lafette 8,8 Tonnen, besaß aber nicht die automatische Ladevorrichtung und die elektrischen Richtmotoren des Typ 89. Sie war auf den U-Booten I-5 und I-6 als Deckgeschütz eingebaut.
- Die Typ-89-B1-Modell-4-Kanone als Einzellafette, ohne die Anpassung für den U-Booteinsatz, aber mit automatischer Ladehilfe, wurde ebenfalls in geringem Umfang produziert, um als Bewaffnung für die spät im Krieg begonnenen Zerstörer der Matsu-Klasse zu fungieren. Die Lafette war hier komplett von einem nach hinten offenen Schutzschild umschlossen.

## Museale Rezeption
Eine Typ-89-Einzellafette, die von einem Zerstörer der Matsu-Klasse stammt, ist in Etajima neben dem nachgebauten Geschützturm des Schlachtschiffs Mutsu aufgestellt.

## Belege und Verweise